# Asociación vegetal
El término asociación vegetal fue creado por Alexander von Humboldt y Aimé Bonpland en 1805. Se utiliza en Fitosociología, la Disciplina botánica que estudia las relaciones espaciales y temporales entre las plantas. En la medida en que la Fitosociología no se contenta con describir los conjuntos de plantas, sino que también examina las relaciones de las plantas entre sí y con su entorno (clima, suelo) y su distribución geográfica, también puede considerarse que es una disciplina ecológica o geográfica, y sobre todo que sus métodos y conceptos son transferibles a todo tipo de organizaciones.

## Definiciones
Cronológicamente
- Es un grupo vegetal de composición florística determinada con una apariencia uniforme y que crece en condiciones estacionales uniformes[1]

- La asociación es una comunidad vegetal en equilibrio con el medio ambiente, que se caracteriza por la composición florística en la que ciertos elementos exclusivos revelan una ecología especial.[2]

- Comunidad vegetal reconocida y caracterizada por su constitución específica y sobre todo por sus especies características.[3]

- Grupo vegetal que se caracteriza principalmente por una composición determinada de especies y relativamente constante dentro de un área determinada.[4]

- Grupo vegetal en el que existen combinación de algunas especies originales, cuyos caracteres le unen particularmente.[5]

- Unidad abstracta fundamental de la clasificación jerárquica de las plantas, que consiste en uno o sintaxones elementales y que comparten características comunes más que caracteres diferenciales.[6]

- La unidad conceptual base de la clasificación fitosociológica, definida estadísticamente, que expresa la composición florística general de un conjunto de comunidades vegetales homogéneos estrechamente relacionados con una determinada región.[7]